# Гасем Резаеї
Гасем Резаеї  (18 серпня 1985) — іранський борець, олімпійський чемпіон.

## Спортивні результати на міжнародних змаганнях

### Виступи на Олімпіадах
| Змагання                    | Збірна | Вагова категорія | Місце  |
| --------------------------- | ------ | ---------------- | ------ |
| Літні Олімпійські ігри 2008 | Іран   | 96 кг            | 15     |
| Літні Олімпійські ігри 2012 | Іран   | 96 кг            | Золото |
| Літні Олімпійські ігри 2016 | Іран   | 98 кг            | Бронза |

### Виступи на Чемпіонатах світу
| Змагання                        | Збірна | Вагова категорія | Місце  |
| ------------------------------- | ------ | ---------------- | ------ |
| Чемпіонат світу з боротьби 2005 | Іран   | 84 кг            | 27     |
| Чемпіонат світу з боротьби 2007 | Іран   | 96 кг            | Бронза |
| Чемпіонат світу з боротьби 2014 | Іран   | 98 кг            | Бронза |
| Чемпіонат світу з боротьби 2015 | Іран   | 98 кг            | Срібло |

### Виступи на Чемпіонатах Азії
| Змагання                       | Збірна | Вагова категорія | Місце  |
| ------------------------------ | ------ | ---------------- | ------ |
| Чемпіонат Азії з боротьби 2006 | Іран   | 84 кг            | Бронза |
| Чемпіонат Азії з боротьби 2008 | Іран   | 96 кг            | Золото |

### Виступи на Кубках світу
| Змагання                    | Збірна | Вагова категорія | Місце  |
| --------------------------- | ------ | ---------------- | ------ |
| Кубок світу з боротьби 2007 | Іран   | 96 кг            | Срібло |
| Кубок світу з боротьби 2016 | Іран   | 98 кг            | Золото |

### Виступи на інших змаганнях
| Змагання                                                                    | Збірна | Вагова категорія | Місце  |
| --------------------------------------------------------------------------- | ------ | ---------------- | ------ |
| Золотий Гран-прі з боротьби 2006                                            | Іран   | 84 кг            | 5      |
| Турнір Вехбі Емре 2010                                                      | Іран   | 96 кг            | 8      |
| Тестовий турнір FILA 2011                                                   | Іран   | 96 кг            | Золото |
| Олімпійський кваліфікаційний турнір з греко-римської боротьби 2012 (Астана) | Іран   | 96 кг            | Золото |
| Кубок Владислава Пітласинські 2015                                          | Іран   | 98 кг            | Золото |